# ピーター・サリス
ピーター・サリス（Peter Sallis、1921年2月1日 - 2017年6月2日）は、イギリスの俳優・声優。イギリスでは1973年から放映されたBBCのシチュエーション・コメディ"Last of the Summer Wine"で知られている。
ミドルセックス州トゥイッケナム（現在はロンドンの一部）にて生まれる。演技歴は第二次世界大戦中、イギリス空軍従軍中のアマチュア時代から始まる。戦後すぐ王立演劇学校で演技を学び、1946年にリチャード・ブリンズリー・シェリダンの舞台『The Scheming Lieutenant』でプロデビュー。その後『悪口学校』で地方巡業し、ロンドンのウエスト・エンドで上演された｢三人姉妹｣ではラルフ・リチャードソンと共演。ウエスト・エンドでの出演にオーソン・ウェルズ製作の『白鯨』やヴィヴィアン・リーと共演した『Rhinoceros』、『暗くなるまで待って』などがある。
映画では1960年のテレンス・フィッシャー監督の『吸血狼男』や1970年の『嵐が丘』などに出演しているほか、『ウォレスとグルミット』シリーズの主人公ウォレスの声としても知られる。
2017年6月2日、ロンドンの養護老人ホームにおいて死去。96歳没。

## 出演作品
- 『吸血狼男』(1960年)
- 『月ロケット･ワイン号』(1963年)
- 『ドラキュラ 血の味』(1969年)
- 『嵐が丘』(1970年)
- 『夜明けの舗道』(1970年)
- 『料理長殿、ご用心』(1978年)
- 『検察側の証人』(1982年)　TVM
- 『ウォレスとグルミット/チーズ・ホリデー』(1989年)　声の出演
- 『ウォレスとグルミット/ペンギンに気をつけろ!』(1993年)　声の出演
- 『ウォレスとグルミット、危機一髪!』(1996年)　声の出演
- 『ウォレスとグルミットのおすすめ生活』(2002年)　声の出演
- 『ウォレスとグルミット 野菜畑で大ピンチ!』(2005年)　声の出演
- 『アイ・アム・キューブリック!』(2005年)